# HD 49798
HD 49798是在船尾座的一顆聯星，距離地球大約650秒差距。它的視星等為 +8.3等。
HD 49798是在1964年被發現是一顆罕見的，欠缺氫融合的O型次矮星。它被認定是聯星，但是始終未能目視或從光譜檢測出其伴星。
在它的附近，科學家發現了X射線源，並標示為RX J0648.0-4418。但是只有XMM-牛頓衛星太空望遠鏡能夠識別發出這個輻射的天體。它是一顆質量約為1.3太陽質量白矮星，在軌道上以13秒的週期環繞著HD 49798。這一系統被認為是超新星的候選者，在數千年後可能爆炸成為Ia型超新星 。